# Alix Lynx
Alix Lynx (New York, 17 maggio 1989) è un'attrice pornografica statunitense.

## Biografia
Alix Lynx è cresciuta a New York da una famiglia in cui il padre lavorava nel settore dell'edilizia e la madre nel dipartimento della salute. Si è laureata al college in trasmissioni televisive e ha lavorato come social media marketing.
Nel 2014 è entrata nell'industria pornografica, dopo aver precedentemente fatto la camgirl, ed ha girato oltre 450 scene, lavorando con case di produzioni quali Hustler, Brazzers e altre. Nel 2017 ha ottenuto il suo unico AVN Awards nella categoria miglior scena tra sole ragazze.

## Riconoscimenti
- AVN Awards
  - 2017 – AVN Award for Best All-Girl Sex Scene per AI: Artificial Intelligence con Serena Blair e Celeste Star[4]